# Миранда, Эрик
Эрик Роберто Миранда Чонай (исп. Erick Roberto Miranda Chonay; 17 декабря 1971 года, Эскуинтла, Гватемала) — гватемальский футболист, защитник. На протяжении более чем 10 лет выступал за национальную сборную.

## Клубная карьера
В футбол начал играть в клубе «Депортиво Аматитлан», откуда в середине 1990-х перешёл в один из грандов гватемальского футбола «Комуникасьонес». С клубом стал чемпионом Гватемалы сезонов 1996/97, 1997/98, 1998/99, победителем Апертуры 1999, Клаусуры 2001, Апертуры 2002 и Клаусуры 2003, Чемпионом чемпионов Гватемалы 1997, а также финалистом Клубного кубка UNCAF 2003. В 2004 году перешёл в «Депортиво Эредия», но в январе 2006 вернулся в состав «кремовых». После Клаусуры 2006 окончательно покинул клуб, перейдя в «Депортиво Миско». В 2007 году присоединился к клубу второго дивизиона «Депортиво Санарате», в котором, спустя год, закончил карьеру.

## Карьера в сборной
За национальную сборную дебютировал 28 мая 1991 года в гостевом матче против сборной Гондураса в возрасте 19 лет. Первый гол забил 13 апреля 1997 года в выездной игре со сборной Сальвадора. В составе сборной принял участие в четырёх Золотых кубках: 1991, 1996, 1998 и 2000. Последний матч за сборную провёл 27 мая 2001 года против сборной Коста-Рики в рамках Кубка наций Центральной Америки; в той игре на 88-й минуте он получил красную карточку. Тот розыгрыш стал победным для сборной Гватемалы; таким образом Миранда помог сборной выиграть второй трофей в её истории.

## Достижения

### Клубные
«Комуникасьонес»
- Чемпион Гватемалы (7): 1996/97, 1997/98, 1998/99, Апертура 1999, Клаусура 2001, Апертура 2002, Клаусура 2003
- Чемпион чемпионов Гватемалы: 1997
- Финалист Клубного кубка UNCAF: 2003

### В сборной
- Обладатель Кубка наций Центральной Америки: 2001